# Taylor Swift and Def Leppard
"Taylor Swift and Def Leppard" là một tập của chương trình truyền hình CMT Crossroads của kênh CMT. Tập phim gồm các tiết mục biểu diễn trực tiếp của nữ ca sĩ kiêm sáng tác nhạc người Mỹ Taylor Swift và ban nhạc nam hard rock người Anh Def Leppard.
Buổi biểu diễn được thu lại vào ngày 6 tháng 10 năm 2008, được phát sóng trên truyền hình vào ngày 7 tháng 11 năm 2008, và được phát hành vào ngày 16 tháng 6 năm 2009 ở định dạng DVD độc quyền cho các cửa hàng Walmart tại Hoa Kỳ bởi Big Machine Records.

## Tiết mục biểu diễn
Chương trình bao gồm các bài hát của Swift và Def Leppard cũng như các phân đoạn phỏng vấn:
1. "Photograph"
2. "Picture to Burn"
3. "Love Story"
4. "Hysteria"
5. "Teardrops on My Guitar"
6. "When Love & Hate Collide"
7. "Should've Said No"
8. "Pour Some Sugar on Me"

## DVD
DVD bao gồm các buổi phỏng vấn bổ sung và ba bài hát không xuất hiện trong chương trình gốc.
Các tiết mục biểu diễn bổ sung được bao gồm trong DVD:
1. "Our Song"
2. "Love"
3. "Two Steps Behind"